# Screen (Fernsehsendung)
Screen (eigene Schreibweise: SCREEN) war ein Kino- und DVD-Magazin des digitalen Spartensenders GIGA. Moderiert wurde die Sendung von Etienne Gardé und immer wechselnden Gastmoderatoren. Ausgestrahlt wurde Screen zuletzt jeden Dienstag von 21.30 bis 22.00 Uhr auf GIGA. Aufgrund der Absetzung des Senders GIGA wurden ab Januar 2009 keine weiteren Sendungen mehr produziert.

## Geschichte
Die Premierensendung von Screen war am 20. März 2007 im Zuge der neuen GIGA Prime Time. Anfangs moderierte Etienne Gardé die Sendung gemeinsam mit Daniel van Moll, welcher damals zugleich auch CvD der Prime Time bei GIGA war. Van Moll hat den Sender aber mittlerweile verlassen. Erste Planungen eines Kino- und DVD-Magazins auf GIGA gab es schon Jahre zuvor, als GIGA noch als Programmfenster auf NBC Europe sendete. Es kam sogar zum Dreh einer Pilotfolge, die aber niemals ausgestrahlt wurde. Das Projekt scheiterte damals am fehlenden Sponsor. Erst mit dem Start einer komplett neuen Prime Time im März 2007 bei GIGA, schaffte es die Sendung auf die heimischen Bildschirme. Seitdem wurde sie wöchentlich am Dienstagabend ausgestrahlt.
Für Filmverleihe bot Screen die Möglichkeit, im Rahmen einer gekauften Sondersendung, einen Film näher vorstellen zu lassen. So gab es u. a. Sondersendungen zu den Filmen Resident Evil: Extinction, Meine Frau, die Spartaner und ich oder Street Kings.

## Aufbau
Jede Sendung begann mit der ausführlichen Vorstellungen aktueller Kinofilme. Es wurden Trailer und Interviews gezeigt, anschließend im Studio über diese Filme diskutiert. Auch DVD-Neuerscheinungen wurden von Moderator Etienne Gardé unter die Lupe genommen und bewertet. Zudem gab es in unregelmäßigen Abständen den sogenannten „Insider-Tipp“. Dahinter verbarg sich die Vorstellung einer DVD, die nach Meinung der Moderatoren zu Unrecht in den Regalen der Händler verstaubt. In dieser Kategorie durften sich begeisterte Filmfans auch auf die Vorstellung von Titeln abseits des "Mainstreams" freuen.

### Studio
Screen wurde in den GIGA Studios in Köln produziert. Für das Magazin war ein Teil des Sets der Sendung GIGA Games verwendet. Die Moderatoren saßen in Sesseln, in der Mitte befand sich ein Plasmafernseher und bei bestimmten Kameraeinstellungen konnte man ein Regal mit DVDs sehen, welches am äußeren Rand des Sets aufgestellt ist.

## Spin-off
Am 5. März 2008 startete mit Screen Home ein Spin-off von Screen. Hauptaugenmerk von Screen Home waren DVD und Heimkino. Screen Home ergänzte damit Screen, welches sich seit dem Start des Spin-offs noch ausführlicher den Kinofilmen widmen konnte. Im Zuge des Relaunches wurde Screen Home abgesetzt.

## Inoffizieller Nachfolger
Im April 2009 wurde bekannt, dass Etienne Gardé zukünftig ein Kinomagazin beim Online-TV-Sender bunch.tv moderieren wird. Die Sendung wird den Namen Seen tragen und sehr stark Screen ähneln, wie auch Etienne Garde auf seiner Website andeutete.